# The American Boy's Handy Book
The American Boy's Handy Book (em português:  O Manual Prático do Menino Americano) é um livro de atividades destinado a meninos, escrito por um dos fundadores dos Escoteiros da América, Daniel Carter Beard. Organiza-se em seções temáticas, conforme as estações do ano, apresentando atividades adequadas para cada período em suas respectivas seções. Originalmente publicado em Nova Iorque em 1882 com 254 figuras em preto e branco e sessenta e três ilustrações. A edição do centenário de 2010 do livro recebeu o Prêmio de Literatura Infantil Gelett Burgess [en] na categoria Esportes e Hobbies.

## Das páginas
O livro oferece instruções e conselhos sobre assuntos que vão desde pipas, pesca, nós, telescópios, tendas, bolhas de sabão, guerra de bolas de neve, fantoches, caleidoscópios, fantasias, chamarizes e fogos de artifício. Há muitos tópicos relacionados a animais e vida selvagem, que inclue taxidermia e armadilhas. Os projetos variam em complexidade. Desde os muito simples (como artesanato em papel), até os bastante envolvidos – como construção de barcos.